# Eduard Tismănaru
Eduard Tismănaru (n. 25 mai 1987, Onești, jud. Bacău) este un fost fundaș român.
A jucat pentru echipele:
- Petrolul Moinești (2004-2006)
- Oțelul Galați (2006-2007)
- CF Brăila (2006-2007)
- Jiul Petroșani (2007-2008)
- Oțelul Galați (2008-2009)
- FCM Bacău (2009-2010)